# Hailfingen (Adelsgeschlecht)

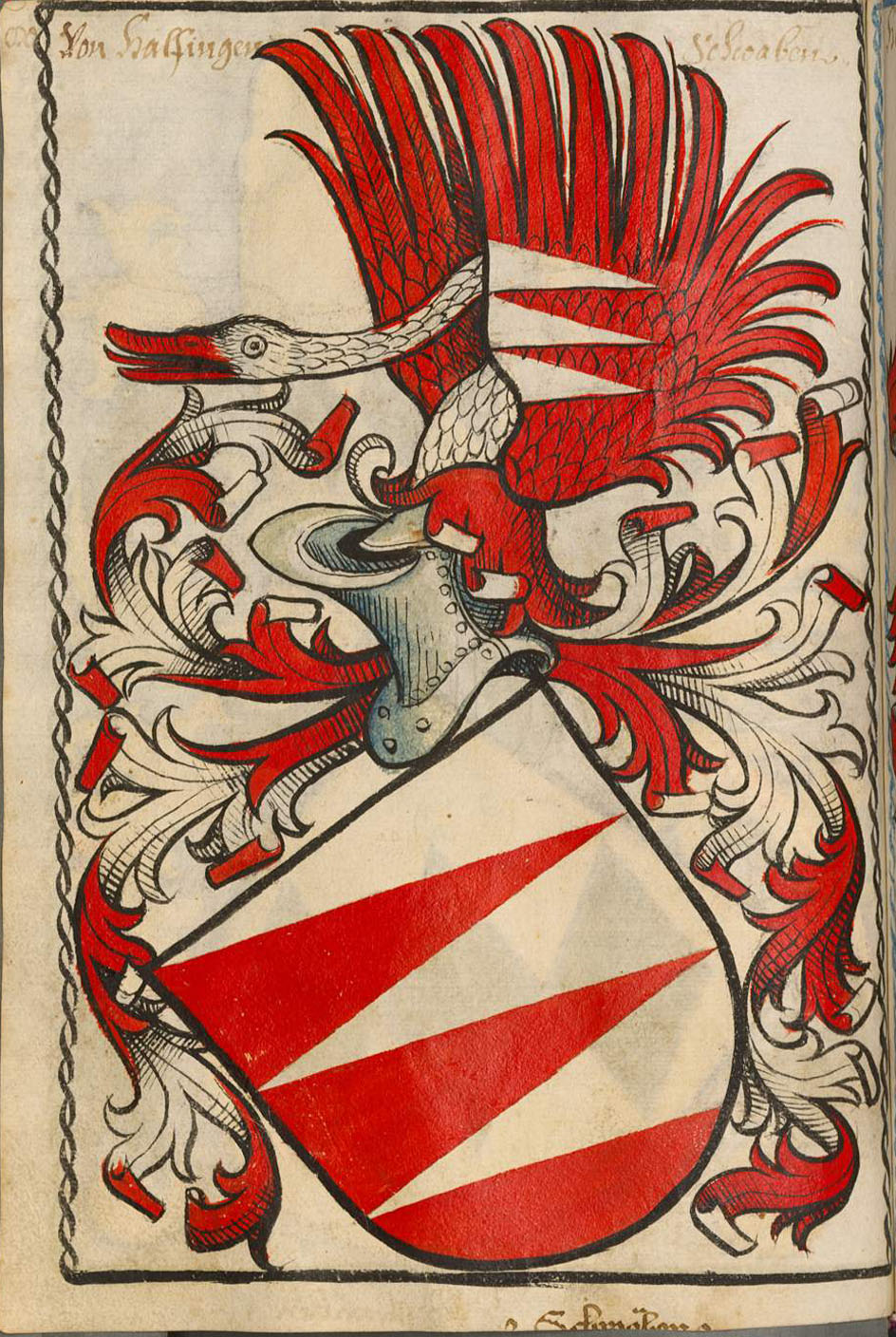
Familienwappen derer von Hailfingen nach dem Scheibler’schen Wappenbuch

Die Herren von Hailfingen waren ein Adelsgeschlecht in Hailfingen und Umgebung. Es war eines der ausgebreitetsten Schwäbischen Adelsgeschlechter, von dem zahlreiche Mitglieder in oberbadischen Urkunden auftreten.

## Ausbreitung
Das Geschlecht war sehr ausgebreitet, unter anderem, weil nach der Schwäbischen Chronik von Crusius die auf der Burg Hohenentringen sesshaften Familien zahlreiche Kinder gezeugt hatten:
- Hans von Hailfingen hatte mit einer von Nippenburg 20 Kinder
- Merk mit Ursula von Bubenhofen 19 Kinder
- und dessen Bruder Georg († 27. März 1408) mit einer Kayb sogar 21 Kinder

Aber das Geschlecht erlosch dennoch frühzeitig. Wendelin von Hailfingen zu Pfäffingen, der 1485 in Hohenentringen belehnt wurde und 1512 und 1525 Vogt in Horb war, starb als Letzter des Mannesstammes am 7. Januar 1527. Er wurde im Kloster Bebenhausen beigesetzt, wo auf seinem Grabstein das Wappen gestürzt dargestellt wurde. Seine erste Gattin Apollonia von Bubenhofen war bereits am 15. April 1518 verstorben, während seine zweite, Dorothea von Ehingen, ihn überlebte.
Johannes Halffinger (um 1524), Mönch in Alpirsbach, dürfte wohl ein uneheliches Kind gewesen sein.

## Wichtige Familienangehörige
- Rupertus de Hadolfingen (um 1101)[1]
- Crafto de Halvingen (um 1188)

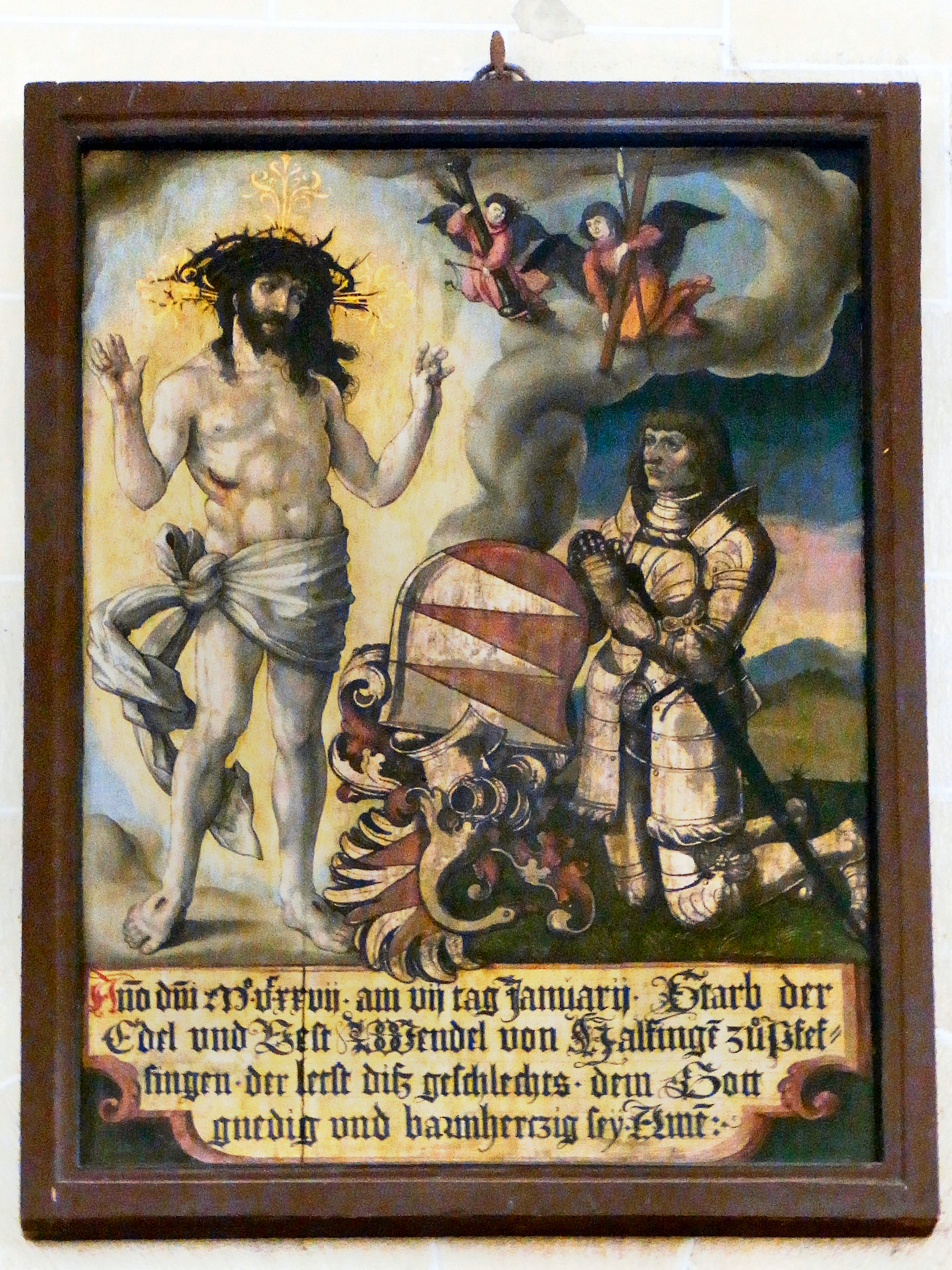
Gestürztes Wappen als Hinweis auf das Aussterben des Geschlechts von Wendelin von Hailfingen in der Klosterkirche Bebenhausen

- Markward von Hailfingen (* 1245), Ritter und Dienstmann der Pfalzgrafen von Tübingen
- Conrad (um 1230), 8. Propst zu Sindelfingen
- Markward von Hailfingen (* 1245 in Hailfingen;[2] † nach 1284), Ritter und Dienstmann der Pfalzgrafen von Tübingen
- Heinrich, († 2. August 1297), 14. Propst zu Sindelfingen
- Anselm von Hailfingen (der Alte) (* um 1300)
- Peter von Halvingen genannt von Antringen (um 1300)
- Heinz von Hailfingen (* um 1360)
- Dietrich gen. von Entringen (um 1382)
- Heinrich von Hailfingen (erwähnt 1308 und 1330), führte den Beinamen von Mugeneck (Müneck)
- Hugo von Hailfingen, den man nennt Hagenloch (um 1331)
- Heinrich von Hailfingen der Unbezunte war 1337 und 1356 Schultheiß des heiligen Römischen Reiches zu Hagenau
- Anselm von Hailfingen (um 1372), Vogt zu Bondorf
- Märklin von Hailfingen war der Bruder des Edelknechts Hans von Hailfingen und Vetter von Georg und Wolf von Hailfingen.[3] Seine Söhne hießen Aberlin und Georg von Hailfingen.[4]
- Heinrich von Hailfingen († 31. Juli 1432) war 1408 Bursierer und ab 1412 Abt des Klosters Bebenhausen. Da auf seinem Grabstein das Gomaringer Wappen eingemeißelt ist, ist davon auszugehen, dass seine Mutter aus diesem Geschlecht stammte.[5]
- Conrad von Hailfingen genannt Boltringer († 1427) veräußerte 1423 Poltringen und war 1423 und 1426 württembergischer Vogt in Reichenweier
- Wilhelm von Haulfinger war natürlicher Sohn des Conrad von Hailfingen und lebte um 1445
- Wilhelm (um 1421 und 1430), Johanniter-Komtur in Mergentheim
- Wilhelm (um 1453), Deutschordens-Komtur in Beuggen, erwähnt 1454 und 1458 in Mainau, 1460 und 1472 in Freiburg
- Albrecht von Hailfingen (um 1484), Pfleger der Abtei Reichenau, zu deren Ministerialen die von Hailfingen gehörten
- Albrecht (um 1491), Conventual der Abtei Reichenau

## Wappen

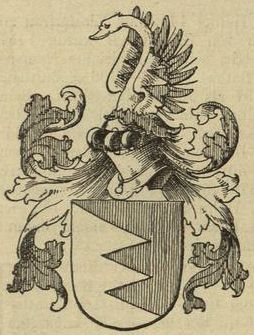
Familienwappen derer von Hailfingen nach Julius Kindler von Knobloch

Das Wappen derer von Hailfingen zeigte einen silber-roten durch mehrfachen schrägen Spitzenschnitt längs geteilten Schild, und den Helm ziert ein wachsender silberner Schwan mit rotem Schnabel und wie im Schild geteilten Flügeln.
Der ältere Donaueschinger Wappencodex gibt als Helmzier einen wie der Schild geteilten Flügel. Als Varianten der Helmzier gibt der jüngere Donaueschinger Wappencodex einen geschlossenen silbernen Flug einen rot gekleideten Jungfrauenrumpf, dessen Haupt von einer kleeblattförmig ausgeschnittenen Kapuze umgeben ist.

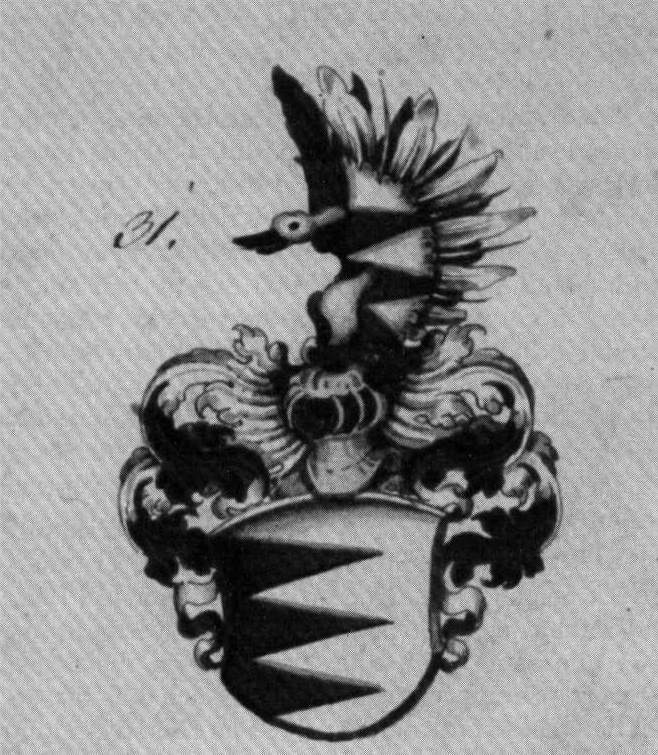
Wappen von Heinrich von Hailfingen dem Unbezunten
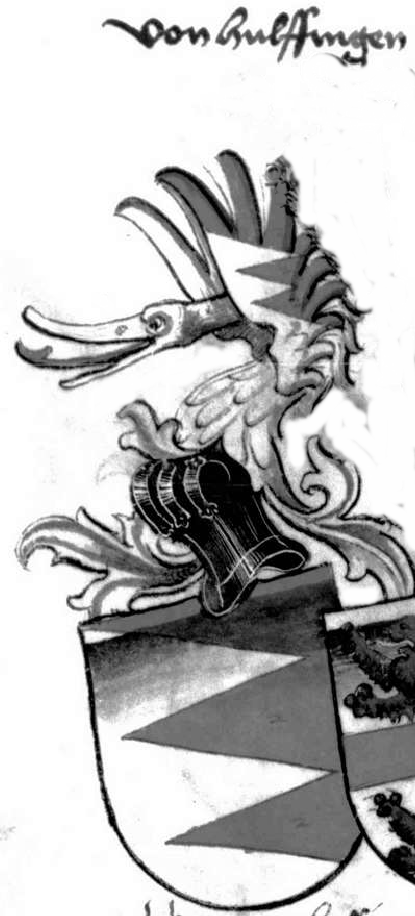
Wappen der Familie von Hailfingen im Wappenbuch des Konrad Grünenberg, Bayern, um 1480
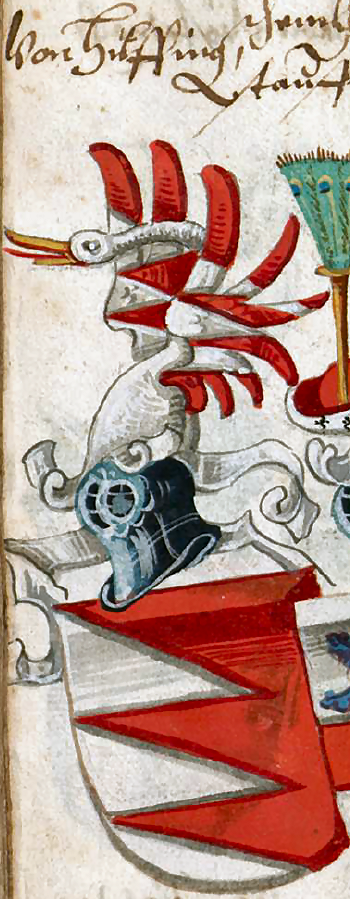
Wappen der Familie von Hailfingen im Wappenbuch des Konrad Grünenberg, Bayern, 1602–1604